# Зона ахимсы

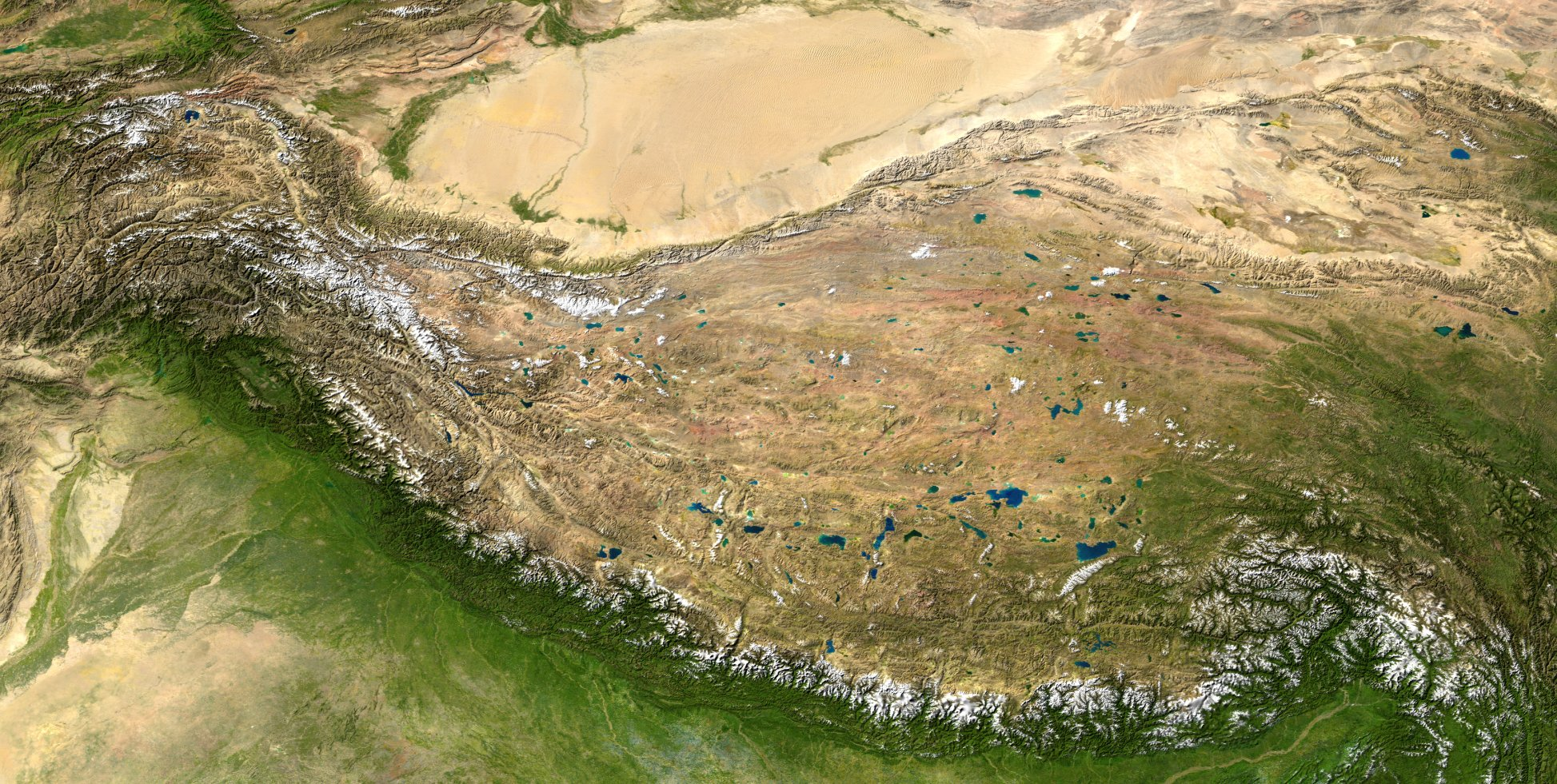
Спутниковый снимок района Тибета и Гималаев

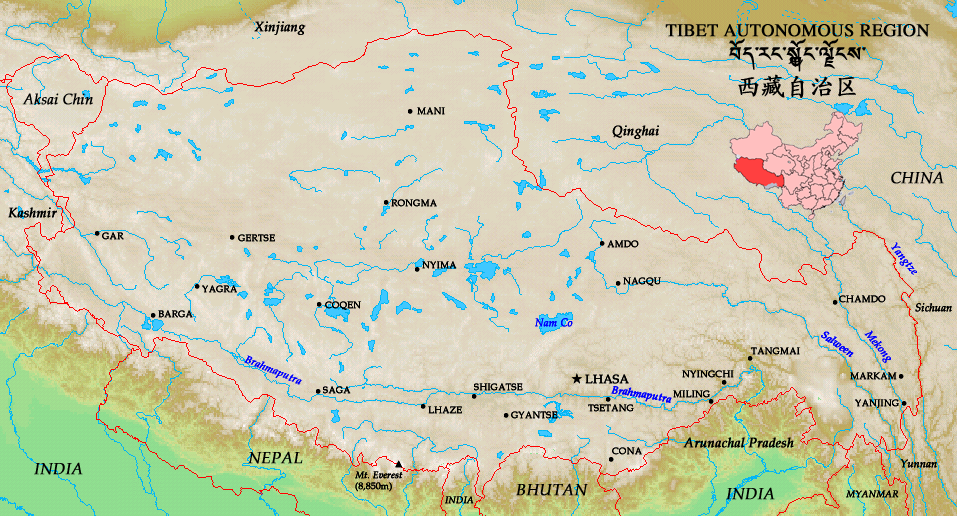
Карта Тибетского автономного района

Зона ахимсы или Зона мира (англ. Zone of Ahimsa) — политическая программа, предложенная Далай-ламой XIV в сентябре 1987 года и заключающаяся в расширении «полностью демилитаризированной зоны ненасилия, которой он предлагает сделать сначала Тибет, до размеров земного шара». 
Предполагается, что Тибет как зона мира будет освобождён от любых видов оружия и будет местом гармонического сосуществования человека и природы. План Далай-ламы XIV по восстановлению мира и прав человека в Тибете известен также как метод «срединного пути» (middle way). За его выдвижение Далай-лама XIV был удостоен Нобелевской премии мира в 1989 году.

## План мира по Тибету из пяти пунктов (1987 год)
21 сентября 1987 года на фоне возросшего интереса к тибетскому вопросу Далай-лама был приглашен выступить перед членами Конгресса США, где он представил План мира по Тибету из пяти пунктов (The Five Point Peace Plan):
1. Превращение всего Тибета в зону мира;
2. Отказ от политики переселения китайского населения в Тибет, что представляет угрозу для самого существования тибетцев как нации;
3. Уважение к основополагающим правам человека и демократическим свободам, которые есть у тибетского народа;
4. Восстановление и охрана окружающей среды Тибета и отказ от использования Китаем Тибета для производства ядерного оружия и захоронения ядерных отходов;
5. Начало честных переговоров о статусе Тибета в будущем и отношениях между тибетским и китайским народами.

Первый пункт плана мира по Тибету звучал так:
Я предлагаю превратить весь Тибет, включая восточные провинции Кхам и Амдо, в зону «Ахимсы» (термин на санскрите, обозначающий состояние мира и ненасилия). Создание подобной зоны мира согласуется с исторической ролью Тибета как мирной и сохраняющей нейтралитет буддийской нации и буферного государства, разделяющего великие державы континента.
По мнению Далай-ламы, создание зоны ахимсы даст возможность к неагрессивным взаимоотношениям между Индией и Китаем, устранив необходимость концентрации военной силы у своих границ.
Далай-лама призвал преобразовать Тибет в самый большой парк в мире со строгими законами для защиты дикой природы, запретом на строительство АЭС, стимулированием мирных и экологических инициатив, поощрением международных и региональных организаций по защите прав человека.
Китайские ученые считают предложение Далай-ламы призывом к независимости Тибета де-факто. 17 октября 1987 года китайское правительство отклонило план мира по Тибету Далай-ламы.

## Страсбургское предложение (1988 год)
Отклонение плана мира, предложенного Далай-ламой, вызвало демонстрации внутри Тибета, которые были быстро пресечены. Новость об этом распространилась по мировым СМИ, вызвав новую волну интереса к тибетскому вопросу.
15 июня 1988 года Далай-лама XIV был приглашен выступить перед Европейским парламентом в Страсбурге, где он представил проработанный план мира из пяти пунктов, акцентируя внимание на правах тибетцев жить свободно. 14 октября Европейский парламент издал резолюцию, выразив своё беспокойство по тибетскому вопросу.

## Получение Нобелевской премии мира. Сравнение с Махатмой Ганди
В октябре 1989 года Далай-лама XIV был удостоен Нобелевской премии мира. Нобелевский комитет отметил постоянное противодействие Далай-ламы применению насилия в борьбе за освобождение Тибета от китайской оккупации и его «конструктивные и дальновидные предложения для решения международных конфликтов, вопросов о правах человека и глобальных экологических проблем». Далай-лама считается преемником ненасильственного подхода Махатмы Ганди, и Комитет рассматривал вручение Нобелевской премии в том числе как подношение в память об индийском лидере.
Далай-лама неоднократно говорил, что жизнь Махатмы Ганди вдохновляет его. По мнению обозревателя Д.Радышевского, Далай-лама XIV является единственным политиком в мире после Махатмы Ганди, способным делать сегодня народно-освободительное движение ненасильственным.

## Срединный путь
В интервью 2010 года Далай-лама описал «срединный путь» в тибетском вопросе следующим образом:
Мы говорим о «Срединном пути». Мы недовольны нынешней политикой в Тибете. Она разрушительна для свободы вероисповедания и культурного наследия, а также весьма негативно сказывается на состоянии окружающей среды. Но при этом мы не стремимся к отделению от Китая, поскольку Тибет ― это страна без выхода к морю, отсталая в материальном отношении. Все тибетцы хотят видеть модернизированный Тибет. Поэтому оставаться в составе Китайской Народной Республики ― в наших интересах, если мы хотим материального развития. Но при условии, что нам будет предоставлена значимая автономия и самоуправление в вопросах культуры, образования, религии, то есть в тех областях, с которыми тибетцы справятся лучше. В этих вопросах решающее слово должно быть за тибетцами. Вот что мы называем «Срединным путём».
Термин «срединный путь» употребляется по аналогии с одноименным понятием из буддизма.

## См.также
- Сатьяграха